# Wieża ciśnień na Glinicach w Radomiu
Wieża ciśnień na Glinicach w Radomiu – wieża ciśnień z lat 1926-1927 położona w Radomiu na osiedlu Glinice przy ul. Słowackiego 102.
Obiekt zaprojektował warszawski architekt Feliks Michalski. Zbiornik zainstalowany został przez firmę „W. Fitzner i K. Gamper Sosnowiec”. Wieża mogła pomieścić 1570 m³ wody. Średnica wieży wynosi 12 m, zaś jej wysokość to 28 m. W dolnej części wieża posiada boniowanie oraz portal drzwi wejściowych nakryty tympanonem. Główna część wieży ozdobiona jest płytkimi pierścieniowymi bruzdami. W górnej części wieży znajduje się poszerzenie z gzymsem nakryte daszkiem. Ostatnia kondygnacja zwieńczona jest balustradą. Do obiektu prowadzi brama z kutymi skrzydłami zwieńczona herbem Radomia. Obok wieży znajduje się dawna parterowa stróżówka, również wpisana do rejestru zabytków.
Wieża ciśnień została wybudowana w latach 1926-1927 jako część systemu wodociągowego Radomia, finansowanego z pożyczki amerykańskiego towarzystwa „Ulen & Company”. Ulokowana została w jednym z najwyższych punktów miasta, a zasilała ją stacja pomp przy ul. Filtrowej. Wieża pełniła pierwotną funkcję do 1983. W latach 2009–2011 przeprowadzono kompleksowy remont obiektu i adaptację wnętrz na potrzeby biurowe. W jego trakcie usunięto zbiornik na wodę, wnętrze podzielono na siedem kondygnacji, poszerzono istniejące okna i wybito nowe, wstawiono windę. Dzięki tym zmianom powstał biurowiec o powierzchni 670 m².
Wieża wraz z sąsiadującym budynkiem wpisana jest do rejestru zabytków Narodowego Instytutu Dziedzictwa pod numerem 431/A/90 z 25.05.1990.